# فرانك مور (لاعب كرة قاعدة)
فرانك مور (بالإنجليزية: Frank Moore)‏ هو لاعب كرة قاعدة أمريكي، ولد في 12 سبتمبر 1877 في دوفر في الولايات المتحدة، وتوفي في 20 مايو 1964 في بورتسموث في الولايات المتحدة.

## وصلات خارجية
- فرانك مور على موقعبيزبول رفرنس.كوم (الدوري الرئيسي) (الإنجليزية)
- فرانك مور على موقعبيزبول رفرنس.كوم (الدوري الثانوي) (الإنجليزية)